# Audiometar
Audiometar je mjerni instrument ili uređaj za ispitivanje osjeta sluha. Rukovanje uređajem zahtijeva poznavanje ispitnoga postupka.

## Audiometrija
Audiometrija je mjerenje osjetljivosti sluha. Dvije su glavne metode: ispitivanje s pomoću čistih tonova te s pomoću govora. 
Prvom metodom određuje se najniža jakost zvuka koju ispitanik osjeća za pojedinu frekvenciju. Izvodi se s pomoću audiometra, elektroakustičkog aparata koji proizvodi tonove u frekvencijama do 12 kHz i razine jakosti do 120 dB. Grafički je zapis krivulja, koja u koordinatnom sustavu (frekvencija na apscisi, a jakost na ordinati) izražava osjetne pragove za pojedine tonske visine i tako pokazuje slušnu osjetljivost, a zove se audiogram.
Drugom metodom utvrđuje se granica primanja govora (ispitaniku se predstavljaju riječi različite jakosti sve dok se ne nađe ona jakost zvuka pri kojoj ispitanik čuje i ponovi polovicu riječi). Kod osoba koje ne mogu svjesno sudjelovati u provjeri (na primjer mala djeca) mjere se promjene u moždanim valovima i drugim tjelesnim odgovorima na zvučni podražaj.

### Audiogram
Audiogram je grafički prikaz slušne osjetljivosti za različite frekvencije zvuka.